# Келли, Алан (футболист, 1936)
Алан Келли (англ. Alan James Alexander Kelly; 5 июля 1936, Дублин — 20 мая 2009, Роквилл, Мэриленд) — ирландский футболист, игравший на позиции вратаря. После завершения игровой карьеры — тренер. В 1980 году был главным тренером сборной Ирландии.
Выступал, в частности, за клуб «Престон Норт-Энд», в составе которого стал одним из лучших вратарей в истории клуба, а также национальную сборную Ирландии.

## Клубная карьера
Во взрослом футболе дебютировал выступлениями за клуб «Брей Уондерерс». В течение 1956—1958 годов защищал цвета клуба «Драмкондра», с которым в 1957 году стал обладателем Кубка Ирландии, а в следующем году выиграл национальный чемпионат.
В 1960 году перешёл в английский клуб «Престон Норт-Энд» и 28 января 1961 дебютировал за новый клуб в матче Кубка Англии против клуба «Суонси Сити». С сезона 1961/62 годов стал основным вратарём клуба, и за 14 сезонов сыграл за команду 513 матчей, включая финальный матч Кубка Англии 1964 года, в котором «Престон» проиграл клубу «Вест Хэм Юнайтед» (2:3). В матчах чемпионата он сыграл 447 игр за «Престон», в которых в 126 матчах покидал ворота «сухими», данный показатель является рекордом клуба (на август 2022 года).
Келли был назван лучшим игроком «Престона» в сезоне 1967/68 годов и получил медаль чемпионата Третьего английского дивизиона в сезоне 1970/71 годов. Травма плеча вынудила вратаря завершить профессиональную карьеру в 1973 году — его последняя игра состоялась против клуба «Бристоль Сити» 15 сентября 1973 года.

## Выступления за сборную
В 1956 году дебютировал в официальных матчах в составе национальной сборной Ирландии. В течение карьеры в национальной команде, длившейся 18 лет, провёл в форме главной команды страны 47 матчей.

## Карьера тренера
После завершения игровой карьеры Келли остался в клубе «Престон Норт-Энд», где работал в тренерском штабе, а в 1977 году он стал помощником нового менеджера Нобби Стайлза.
В 1980 году возглавлял сборную Ирландии в одном матче против сборной Швейцарии.
В 1983 году он был назначен тренером «Престон Норт-Энда», возглавлял клуб до феврале 1985 года.
Впоследствии Келли в течение более пяти лет был тренером вратарей в клубе «Ди Си Юнайтед» из МЛС.
Провёл последние годы своей жизни в штате Мэриленд, США, где и умер 20 мая 2009 года после многолетней борьбы с раком толстой кишки.

## Личная жизнь
Сын Алана — Алан Келли-младший пошёл по стопам отца и в сезоне 1985/86 годов дебютировал в воротах клуба «Престон Норт-Энд». Младший Келли позже также выступал и за национальную сборную, проведя 34 игры и являвшийся участником двух чемпионатов мира. Старший сын Алана — Дэвид Келли, родившийся в 1962 году, выступал на любительском уровне, ещё один сын — Гэри Келли, также был вратарём, впрочем за сборную не играл.

## Титулы и достижения
- Кубка Ирландии (1):

«Драмкондра»: 1957/58
- Обладатель Кубка Ирландии (1):

«Драмкондра»: 1957